# The Short Waves
The Short Waves (тур. Kısa Dalgalar, Kısa Dalga Vokal Grubu; переклад на укр. Короткі хвилі) — турецький вокальний квінтет, разом з Четіном Алпом представляв свою країну на конкурсі пісні Євробачення-1983. На пісенному конкурсі музикантами була виконана композиція «Opera» (рос. Опера). Конкурсний виступ пройшов невдало: не набравши жодного бала, колектив, разом з іспанкою Ремедіос Амайя, зайняв останнє місце.